# Afrikaanse woudaap
De Afrikaanse woudaap (Botaurus sturmii, synoniem Ixobrychus sturmii) is een vogel uit de familie Ardeidae (reigers en roerdompen).

## Verspreiding en leefgebied
Deze soort komt wijdverspreid voor in Afrika bezuiden de Sahara.